# Отвъд принципа на удоволствието
„Отвъд принципа на удоволствието“ е книга на Зигмунд Фройд за първи път публикувана на немски език през 1920 г. под заглавието „Jenseits des Lustprinzips“. Преведена на френски за първи път от Самюел Жан-Келевич през 1927 г. под заглавие „Au-dela du principe de plaisir“, а на английски език е преведена през 1922 г. от К. Дж. М. Хубек под заглавие „Beyond the Pleasure Principle“, после повторно е преведена от Джеймс Страчи през 1950 г. без промяна в заглавието. На български език е преведена през 1992 г.
Главното значение на есето е в поразителната картина на човешкото същество, борещо се между два противоположни инстинкта или нагона: Ерос, творчество, хармония, сексуална връзка, размножаване и самозапазване; Танатос за разрушение, повторение, агресия, компулсия и самоунищожение.
В глави IV и V Фройд постулира, че процесите, които предизвикват клетъчна смърт на микроскопично ниво могат да се развият, за да дадат на човешкото същество инстинкт за смърт като индивиди. Тази теория е основно съмнителна.
Фройд също има възможност да говори за основните различия, както той ги вижда, между неговия подход и този на Карл Юнг и обхваща историята на изследванията на нагоните дотогава. (Глава VI)